# Ulisse (Premiata Forneria Marconi)
Ulisse è un concept album della Premiata Forneria Marconi, su testi di Vincenzo Incenzo, pubblicato nel 1997.
Segna il ritorno in studio del gruppo dopo dieci anni.

## Tracce
1. Ieri – 1:38
2. Andare per andare – 6:22
3. Sei – 5:58
4. Il cavallo di legno – 4:27
5. Ulisse – 6:03
6. Uno in più – 5:03
7. Canzone del ritorno – 4:30
8. Il mio nome è nessuno – 5:44
9. Lettera al padre – 4:37
10. Liberi dal bene liberi dal male – 4:39
11. Domani – 1:58

## Formazione
- Flavio Premoli – pianoforte, organo Hammond C3, Fender Rhodes, sintetizzatore, voce
- Franco Mussida – chitarra elettrica, chitarra acustica, chitarra 12 corde, chitarra senza tasti, voce
- Patrick Djivas – basso, programmazione
- Franz Di Cioccio – voce, batteria

Altri musicisti
- Ricky Tognazzi – voce recitante in Ieri
- Moreno Ferrara – cori
- Massimo Senzioni – cori